# Horkelia rydbergii
Horkelia rydbergii är en rosväxtart som beskrevs av Adolph Daniel Edward Elmer. Horkelia rydbergii ingår i släktet Horkelia och familjen rosväxter. Inga underarter finns listade i Catalogue of Life.